# Турама
Турама (англ. Turama) — річка на острові Нова Гвінея, протікає територією провінцій Південний Гайлендс та Галф Папуа Новій Гвінеї. Впадає в затоку Папуа. Має довжину близько 290 км.

## Географія
Річка починає свій витік на південно-східному схилі згаслого вулкана Босаві, в центральній частині Папуа Нової Гвінеї. Тече в південно-східному напрямку і впадає у затоку Папуа, за 50 км на захід — південний захід від гирла річки Кікорі. Річка має багато невеликих приток. Ліві з яких стікають із південних гірських схилів Центрального Ново Гвінейського хребта, а праві течуть широкою долиною. Найбільша із них, ліва притока річка Гаваї.
Річка Турама, починаючи свій витік на висоті близько 1000 м, у своєму верхів'ї протягом 30—35 км спускається до висоти 200 м, а далі тече широкою рівниною, утворюючи в гирлі велику дельту довжиною до 40 км та шириною до 20 км, з найбільшим островом Моріґіо, який розділяє русло річки на два великих рукави — канал Гаваї (південний) і канал Тураму (північний).
Незважаючи на відносно невелику довжину, завдячуючи великій кількості опадів по всій довжині русла, Турама є однією з найбільш багатоводних річок Папуа Нової Гвінеї (988 м³/с).